# 科尔瑟勒
科尔瑟勒（法語：Corseul，法語發音：[kɔʁsœl]）是法国阿摩尔滨海省的一个市镇，位于该省东部，属于迪南区。

## 地理
科尔瑟勒（48°28'55"N, 2°10'12"W）面积41.74 平方千米，位于法国布列塔尼大區阿摩尔滨海省，该省份为法国西北部沿海省份，位于布列塔尼半岛北部，北濒大西洋英吉利海峡，西接菲尼斯泰尔省，南至莫尔比昂省，东临伊勒-维莱讷省。
与科尔瑟勒接壤的市镇（或旧市镇、城区）包括：塔当、欧卡勒克、布尔瑟勒、克雷昂、朗格南、普朗科埃特、凯韦尔、圣莫代、圣梅卢瓦代布瓦、圣米歇尔德普莱朗、维尔代甘加朗。

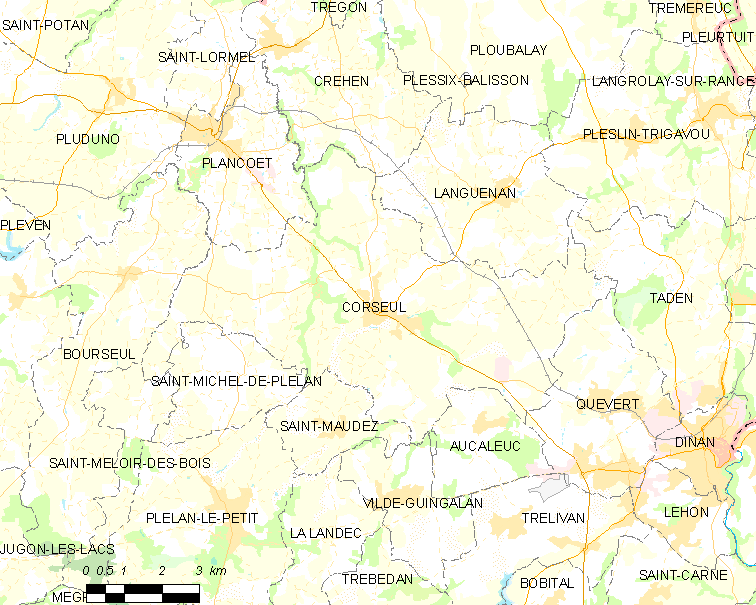
科尔瑟勒的OSM定位图

科尔瑟勒的时区为UTC+01:00、UTC+02:00（夏令时）。

## 行政
科尔瑟勒的邮政编码为22130，INSEE市镇编码为22048。

## 政治
科尔瑟勒所属的省级选区为普朗科埃特县。

## 人口

1962-2008年间科尔瑟勒人口变化图示

科尔瑟勒于2022年1月1日时的人口数量为2270人。